# Asceua zodarionina
Asceua zodarionina là một loài nhện trong họ Zodariidae.
Loài này thuộc chi Asceua. Asceua zodarionina được Eugène Simon miêu tả năm 1907.